# Mercedes-Benz W153
Mercedes-Benz 230 är en personbil, tillverkad av den tyska biltillverkaren Mercedes-Benz mellan 1938 och 1943.
På Berlin-salongen 1939 presenterades en ny 230-modell. Till skillnad från företrädaren W143 med dess traditionella lådbalksram hade den nya bilen en kryssram uppbyggd av ovalrör, utvecklad från Mercedes-Benz tävlingsbilar. W153 fick även nya karosser. Tidiga bilar hade samma motor som företrädaren, men snart infördes en större variant. Den allt sämre bensinkvaliteten tvingade Mercedes-Benz att sänka kompressionen och toppeffekten var densamma som den äldre motorn.
W153 var avsedd att successivt efterträda de olika W143-versionerna under 1939/1940, men i samband med krigsutbrottet avstannade utvecklingen och de två modellerna tillverkades parallellt i allt lägre takt till 1943.
Motor
| Modell | Motor                   | Cylindervolym | Effekt | Bränslesystem   |
| ------ | ----------------------- | ------------- | ------ | --------------- |
| 230    | M143: 6-cyl radmotor sv | 2229 cm³      | 55 hk  | Enkel förgasare |
| 230    | M153: 6-cyl radmotor sv | 2289 cm³      | 55 hk  | Enkel förgasare |

Tillverkning
| Modell | Antal |
| ------ | ----- |
| 230    | 4 262 |